# 플랜 Z
《플랜 Z》(영어: Plan Z)는 2016년 공개한 미국의 공포 영화이다. 스튜어트 브레넌이 각본, 감독을 맡았다.

## 출연
- 스튜어트 브레넌 - 크레이그 역
- 마크 폴 웨이크 - 빌 역
- 빅토리아 모리슨 - 세렌 역
- 유진 호란 - 로넌 역
- 브룩 버핏 - 케이트 역